# You Don't Know My Name
«You Don't Know My Name» es una canción grabada por la cantautora estadounidense Alicia Keys para su segundo álbum de estudio The Diary of Alicia Keys (2003). Fue escrita por Keys, Kanye West y Harold Lilly, y producida por Keys y West. La canción contiene un sample de la canción de 1975 «Let Me Prove My Love to You», escrita por JR Bailey, Mel Kent y Ken Williams e interpretada por The Main Ingredient. Se lanzó como el sencillo principal del disco el 10 de noviembre de 2003 por J Records.
La canción fue reutilizda en la canción de 2008 del rapero Lil Wayne «Comfortable», con Babyface y producido por West. La revista Blender colocó la canción en el puesto 37 de su lista de «Las 100 mejores canciones de 2004».

## Recepción comercial
Se convirtió en el tercer éxito entre los diez primeros de Keys en los Estados Unidos, alcanzando el puesto número tres en el Billboard Hot 100, además de encabezar Hot R&B/Hip-Hop Songs durante ocho semanas consecutivas. Aclamada por la crítica, la canción ganó un premio Grammy a la mejor canción de R&B y un premio Soul Train Music Awards al mejor sencillo femenino de R&B/Soul.

## Listas y formatos
- Estados Unidos 7-pulgadas[4]

A. «You Don't Know My Name» (versión radio) — 4:26
B. «You Don't Know My Name» (versión instrumental) — 4:27
- Estados Unidos 12-pulgadas[5]

A1. «You Don't Know My Name» (radio mix) — 4:26
A2. «You Don't Know My Name» (instrumental) — 4:27
B1. «You Don't Know My Name» (album mix) — 6:08
B2. «You Don't Know My Name» (acappella) — 4:26
- Canadá y Europa sencillo en CD[6]

1. «You Don't Know My Name» — 5:28
2. «Diary » (featuring Tony! Toni! Toné!) — 4:45

- Reino Unido sencillo en CD[7]

1. «You Don't Know My Name» — 4:20
2. «Fallin'» (Ali versión banda sonora) — 4:30

- Europa sencillo mejorado en CD[8]

1. «You Don't Know My Name» — 4:20
2. «Fallin'» (Ali versión banda sonora) — 4:30
3. «Butterflyz» (Roger's Release Mix) — 3:54
4. «You Don't Know My Name» (video)

- Europa CD maxisencillo[9]

1. «You Don't Know My Name» — 5:28
2. «Diary» (con Tony! Toni! Toné!) — 4:45
3. «You Don't Know My Name» (versión instrumental) — 4:27

- Europa 12-pulgadas sencillo[10]

A1. «You Don't Know My Name» (radio edit) — 3:07
A2. «Fallin'» (Ali versión banda sonora) — 6:08
B1. «You Don't Know My Name» (versión instrumental) — 4:27

## Posicionamiento en listas
| Listas (2003-2004)                         | Mejor posición |
| ------------------------------------------ | -------------- |
| Alemania (Official German Charts)          | 68             |
| Austria (Ö3 Austria Top 40)                | 48             |
| Bélgica (Ultratip Bubbling Under) Flanders | 2              |
| Bélgica (Ultratip Bubbling Under) Wallonia | 2              |
| Canadá (Nielsen SoundScan)                 | 22             |
| Croacia (HRT)                              | 1              |
| Escocia (Official Charts Company)          | 35             |
| Estados Unidos (Billboard Hot 100)         | 3              |
| Estados Unidos (Hot R&B/Hip-Hop Songs)     | 1              |
| Estados Unidos (Rhythmic)                  | 11             |
| Francia (SNEP)                             | 43             |
| Irlanda (IRMA)                             | 33             |
| Italia (FIMI)                              | 17             |
| Países Bajos (Dutch Top 40)                | 9              |
| Países Bajos (Single Top 100)              | 20             |
| Reino Unido (UK Singles Chart)             | 19             |
| Reino Unido (UK R&B Singles)               | 2              |
| Rumania (Airplay 100)                      | 94             |
| Suecia (Sverigetopplistan)                 | 54             |
| Suiza (Schweizer Hitparade)                | 26             |

| Listas (2004)                          | Mejor posición |
| -------------------------------------- | -------------- |
| Estados Unidos (Billboard Hot 100)     | 29             |
| Estados Unidos (Hot R&B/Hip-Hop Songs) | 6              |

| Listas (2000-2009)                     | Mejor posición |
| -------------------------------------- | -------------- |
| Estados Unidos (Hot R&B/Hip-Hop Songs) | 38             |

## Certificaciones
| País (organismo certificador) | Certificación | Unidades certificadas |
| ----------------------------- | ------------- | --------------------- |
| Estados Unidos (RIAA)         | Platino       | 1 000 000             |

## Historial de lanzamiento
| País           | Fecha                    | Formato                                                                    | Discográfica | Ref    |
| -------------- | ------------------------ | -------------------------------------------------------------------------- | ------------ | ------ |
| Estados Unidos | 10 de noviembre de 2003  | Rhythmic contemporary, urban adult contemporary y urban contemporary radio | J            | [ 35 ] |
| Estados Unidos | 18 de noviembrer de 2003 | Siete pulgadas vinilo y Doce pulgadas vinilo                               | J            | [ 4 ]  |
| Alemania       | 24 de noviembre de 2003  | Maxisencillo                                                               | Sony Music   | [ 11 ] |
| Francia        | 25 de noviembre de 2003  | Maxisencillo                                                               | Sony Music   | [ 36 ] |
| Estados Unidos | 1 de diciembre de 2003   | Contemporary hit radio                                                     | J            | [ 37 ] |
| Reino Unido    | 8 de diciembre de 2003   | Doce pulgadas vinilo y CD                                                  | RCA          | [ 38 ] |
| Francia        | 2 de marzo de 2004       | CD                                                                         | Sony Music   | [ 39 ] |